# Резникова, Наталия Семёновна
Ната́лия Семёновна Ре́зникова (в первом замужестве — Тарбю, во втором — Дерюжинская; 7 июля 1911, Иркутск, Российская империя — 8 января 1994, Нью-Йорк, США) — русская поэтесса и писательница первой волны эмиграции.

## Биография
Родилась 7 июля 1911 года в еврейской семье в Иркутске. Отец — адвокат Семён Яковлевич Резников, мать — Людмила Самойловна Резникова (урождённая Кауфман, ?—1937) — заведовала располагавшейся в её квартире редакцией журнала «Рубеж», который издавал её брат — журналист Евгений Самойлович Кауфман (1890—1971). В 1921 году её семья эмигрировала в Харбин, где в 1928 году Резникова окончила русскую гимназию и поступила на Харбинский юридический факультет, который окончила в 1932 году.
Работала в редакции журнала «Рубеж», вела отдел библиографии. Переводила с английского и французского. Участвовала в кружке «Молодая Чураевка», печаталась в коллективных сборниках «Лестница в облака» (1929), «Семеро» (1930), «Багульник» (1931), «Излучины» (1935). В журнале «Рубеж» регулярно появлялись её стихи, рассказы, переводы, рецензии. В 1930-е годы вышли романы «Измена» и «Побеждённая», книга рассказов «Раба Афродиты». Первая книга стихов «Песни земли» была издана в 1938 году.
С оккупацией Маньчжурии японцами она переехала в Шанхай, где вышла её вторая книга стихов «Ты» (1942). Здесь она работала в газете «Шанхайская Заря», куда писала статьи о спектаклях, художественных выставках, концертах. В Шанхае опубликовала книгу «Пушкин и Собаньская».
В 1943 году вышла замуж за капитана Хельге Тарбю (дат. Helge Tarby), датчанина по происхождению. После кончины супруга с 1948 по 1951 год жила в Копенгагене и Лондоне.
В 1951 году переехала в Нью-Йорк (США). Здесь вернулась к литературному творчеству. Училась на курсах по ведению бизнеса. В 1956 году вторично вышла замуж, за скульптора Г. В. Дерюжинского (1888—1975).
В 1990-е годы жила в приюте для слепых в Нью-Йорке.